# M. O. H. Farook
M. O. H. Farook (M. O. Hassan Farook Maricar, Tamil: எம். ஓ. ஆசன் பாரூக் மரைக்காயர்; * 6. September 1937 in Karaikal; † 26. Januar 2012 in Chennai) war ein indischer Politiker (Indischer Nationalkongress und DMK) aus dem Unionsterritorium Pondicherry (seit 2006 Puducherry). Er war dreimaliger Chief Minister (Regierungschef) Pondicherrys, Lok-Sabha-Abgeordneter, indischer Staatssekretär, Botschafter in Saudi-Arabien und Gouverneur der Bundesstaaten Jharkhand und Kerala.

## Leben
M. O. H. Farook wurde 1937 in Karaikal, damals ein Teil Französisch-Indiens geboren. Seine Familie stammt aus der Gemeinschaft der Maraikkayar (Maricar), einer schāfiʿitischen Gruppe von tamilischen Muslimen, die traditionell in den Küstengebieten siedelt. Als Schüler nahm M. O. H. Farook 1953/54 an der Agitation für einen Anschluss Französisch-Indiens an die Republik Indien teil, der am 1. November 1954 schließlich de facto vollzogen wurde. Seine Ausbildung schloss Farook mit einem Bachelor in Wirtschaftswissenschaft ab.
Nachdem der Anschluss Französisch-Indiens de jure in Kraft getreten war und aus den ehemaligen französischen Besitzungen 1963 das Unionsterritorium Pondicherry gebildet worden war, zog M. O. H. Farook bei den ersten Wahlen 1964 im Alter von 27 Jahren für die Kongresspartei in das Parlament Pondicherrys ein und wurde sogleich zum Parlamentspräsidenten (speaker) gewählt. Von April 1967 bis März 1968 war er kurzzeitig Chief Minister Pondicherrys. Bald darauf verließ Farook den Kongress und schloss sich der tamilisch-nationalistischen Partei Dravida Munnetra Kazhagam (DMK) an, die im benachbarten Tamil Nadu kürzlich an die Macht gekommen war. Nachdem die DMK 1969 auch in Pondicherry die Parlamentswahl gewonnen hatte, fungierte M. O. H. Farook von 1969 bis 1974 für die DMK als Chief Minister des Unionsterritoriums. Bei der Wahl 1974 wurde die DMK in Pondicherry von der AIADMK abgelöst, die zwei Jahre zuvor als Abspaltung aus der DMK entstanden war. Vor dem Hintergrund der Spaltung zwischen DMK und AIADMK wandte sich M. O. H. Farook wieder der Kongresspartei zu. 1980 zog er für den Indira-Gandhi-Flügel der Kongresspartei in das Parlament ein. Nach dem Wahlsieg der Kongresspartei kehrte Farook 1985–1989 in das Amt des Chief Ministers von Pondicherry zurück.
1991 wurde M. O. H. Farook für die Kongresspartei als Abgeordneter des Wahlkreises Pondicherry in die Lok Sabha, das gesamtindische Unterhaus, gewählt. Von 1991 bis 1992 bekleidete er das Amt des Staatssekretärs (Minister of State) für zivile Luftfahrt und Tourismus im Kabinett P. V. Narasimha Raos. 1996 verteidigte Farook den Wahlkreis Pondicherry. 1998 verlor er ihn an den Kandidaten der DMK, bei der Neuwahl 1999 war er aber wieder erfolgreich.
Bereits zwischen 1975 und 2000 war M. O. H. Farook Mitglied des zentralen Haj-Komitees der indischen Regierung gewesen, das indische Muslime bei der Mekka-Pilgerfahrt unterstützt. Nachdem er 2004 aus der Lok Sabha ausgeschieden war, wurde Farook als Botschafter nach Saudi-Arabien berufen. 2010 wurde er zum Gouverneur des Bundesstaates Jharkhand und 2011 zum Gouverneur Keralas ernannt. Drei Monate nachdem er das Amt angetreten hatte, wurde Farook wegen eines multiplen Myeloms in ein Krankenhaus in Chennai eingeliefert. Am 26. Januar 2012 erlag er im Alter von 74 Jahren seinem Leiden.